# Pierre Le Gloan
Pierre Le Gloan est un as français de la Seconde Guerre mondiale, né le 6 janvier 1913 à Kergrist-Moëlou, mort le 11 septembre 1943 à Ouillis (auj. Abdelmalek Ramdane), en Algérie française. Il compte 18 victoires homologuée et 3 probables. 
Ce pilote du Groupe de chasse III/6 est célèbre pour avoir abattu cinq appareils italiens en une seule sortie au cours de la Bataille de France, le 15 juin 1940. L'une de ses singularités est d'avoir remporté des victoires contre des Allemands, des Italiens et des Anglais. Le groupe de Pierre Le Gloan combattit en effet sur le front allemand, sur le front italien, puis au Levant sous les couleurs du régime de Vichy, avant d'être intégré dans le dispositif allié.

## Biographie
Pierre Le Gloan naît le 6 janvier 1913 à Kergrist-Moëlou, près de Guingamp, dans les Côtes-d'Armor, au sein d'une famille de paysans. Enfant, il adore l'aviation. Adolescent, il obtient une bourse de pilotage qui lui permet d’entrer dans une école civile d’aviation subventionnée par l’État. En 1931, à dix-neuf ans, il obtient son brevet de pilotage, ce qui lui permet de devancer l’appel. Il intègre le 2e Groupe d’ouvriers d’aéronautique, et termine son temps de service militaire au 2e Régiment de  chasse, à Strasbourg. Le caporal Le Gloan est breveté pilote militaire le 7 août 1932. Rengagé au choix, il se distingue dans nombre de concours de tir, et devient rapidement tireur d’élite. En septembre 1933, il est affecté à Reims, à la 6e Escadre de chasse. Il suit cette unité à Chartres (sur la future Base Aérienne 122 Chartres-Champhol). Là, ses dons de pilote et de tireur, son aptitude à conduire une formation sont vite reconnus : à 23 ans, il obtient le brevet de chef de patrouille.

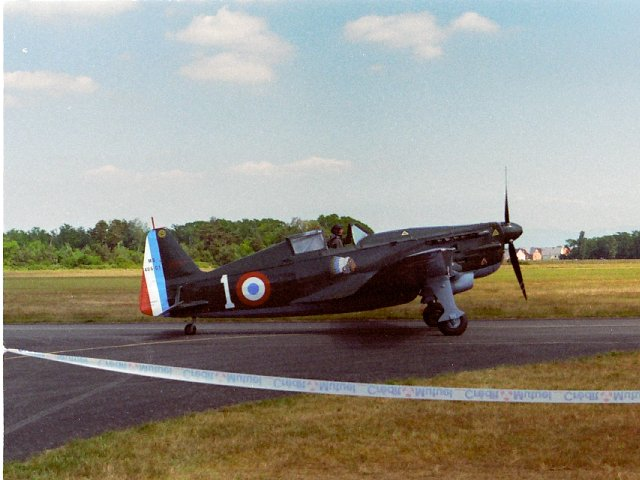
Un Morane-Saulnier MS.406.

Lorsque le Groupe de Chasse III/6 est formé à Chartres, en mai 1939, le sergent-chef Le Gloan intègre la 5e Escadrille de cette unité. Il touche le Morane-Saulnier MS.406 no 163, codé « 6 ».

### Campagne 1939-1940
Dès les premiers combats, son agressivité face à l’ennemi, sa vitesse de jugement sont remarquées. C’est lui qui donne au groupe sa première victoire, le 23 novembre 1939, en abattant un  Dornier Do 17, en collaboration avec le lieutenant Martin. Le 3 février 1940, il reçoit la Croix de guerre. Le  2 mars, il donne sa deuxième victoire au groupe : un nouveau Do 17, toujours en collaboration avec le lieutenant Martin. Ses chefs n’hésitent pas longtemps à confier à Le Gloan des patrouilles lourdes de 27 appareils. Le 1er avril, il est nommé adjudant.
Le G.C. III/6 se trouve à Chissey-sur-Loue, dans le Jura, lorsque la grande offensive allemande commence, le 10 mai 1940. Il se déplace à Coulommiers le 20, puis au Luc le 31 pour parer une éventuelle agression italienne.
Entre-temps, Le Gloan a ajouté deux He 111 à son tableau.
Après les combats et un dur bombardement, le groupe n’a plus que quatre avions. Le 8 juin, il perçoit quelques exemplaires d’un nouvel appareil, plus puissant, le Dewoitine D.520. Le 10, l’Italie déclare la guerre à la France. Le 13, le G.C. III/6 utilise en opération ses premiers Dewoitine. C’est l’occasion pour Le Gloan d’abattre deux bombardiers italiens BR.20.
Deux jours plus tard, il accomplit l’exploit qui va le projeter dans la légende.
Le 15 juin, vers midi, de nombreux avions italiens sont signalés franchissant la frontière, des chasseurs Fiat CR.42 et des bombardiers BR.20. Bien des pilotes du G.R. III/6 sont encore à Toulouse pour réceptionner leurs nouveaux avions. La patrouille d’alerte est composée de l’adjudant Le Gloan, chef de patrouille, et des capitaines Jacobi et Assolant.
L'avion de Le Gloan, le no 277, n’est pas prêt. Le Gloan bondit dans un autre, sans prendre le temps d’aller chercher son parachute. La patrouille décolle. Bientôt, le capitaine Jacobi doit regagner le terrain, le changement de pas de son arbre d’hélice fonctionnant mal. Le Gloan et Assolant poursuivent donc seuls.
Près de Saint-Tropez, ils aperçoivent dix chasseurs Fiat CR.42 volant en quatre sections. Les deux Français effectuent un virage serré pour se mettre dans le sillage de la dernière section. Assolant engage le combat avec l’ailier de gauche. Le Gloan prend celui de droite et tire de très près. Touché, le CR.42 prend feu, tandis que Le Gloan presque dans la même rafale touche le suivant. Le premier CR.42 tombe à Beauvallon. Le pilote du second saute en parachute. Le chef de section s’enfuit. Assolant, armes enrayées, rompt le combat.
Le Gloan, observant des explosions de DCA à la verticale d'Hyères, met le cap au sud-ouest. Il surprend une section de trois CR.42 rentrant en Italie. L’apercevant, ils se dispersent. Le Gloan en abat un, avant qu’il ne gagne l’abri des nuages. Soudainement, huit CR.42 fondent sur le Français, qui tombe en piqué pour leur échapper.
C’est alors qu’il reçoit par radio l’ordre de rallier le terrain du Luc, qui subit l’attaque d’une autre formation de CR.42. Le Gloan revient, et surprend un chasseur italien en plein mitraillage. Il l’abat d’une seule rafale, épuisant les derniers obus de son canon de 20.
Il se présente pour atterrir, quand il aperçoit vers 4 000 mètres un Fiat BR.20 de reconnaissance, chargé sans doute de photographier le résultat de l'attaque. Le Gloan n’a plus d’obus, seulement des réserves dans ses mitrailleuses. À la deuxième passe, il abat le lourd bimoteur, en flammes.
« Ces cinq victoires, écrit le général Vuillemin, exploit peut-être sans précédent, ont été remportées en moins d’une demi-heure. » Le vol, en effet, a duré quarante minutes.
L’adjudant Le Gloan est crédité de cinq victoires confirmées, dont les deux premières en collaboration avec le capitaine Assolant. Un tel exploit ne s’était pas vu depuis René Fonck, l’« As des As » de la Première Guerre mondiale, présentement lieutenant-colonel et chef du groupe de contrôle aux armées. Fonck se rend en personne au Luc pour féliciter Le Gloan et lui annoncer sa promotion au grade de sous-lieutenant.
Le Gloan compte, à la fin de la Bataille de France, onze victoires homologuées.

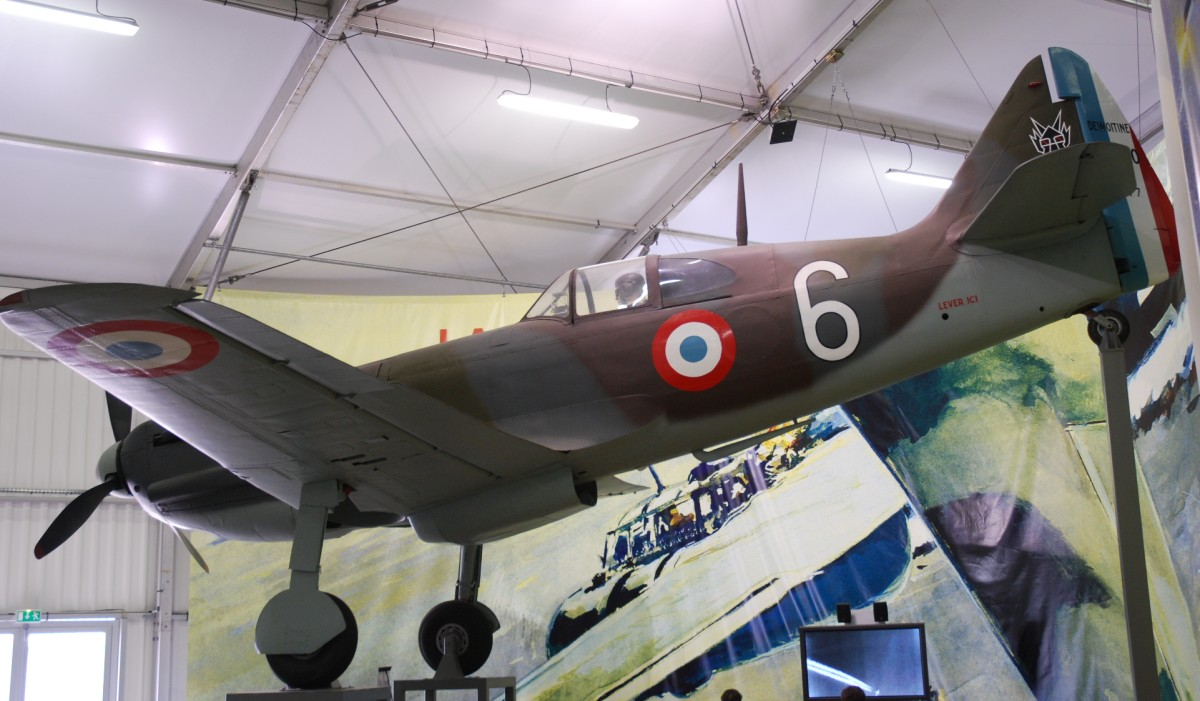
Le premier D.520 de Pierre Le Gloan, le n° 277, codé « 6 », au musée de l’Air et de l’Espace, Le Bourget. Pierre Le Gloan est le pilote de la Seconde Guerre mondiale ayant remporté le plus de victoires (14) sur ce type d'appareil.

### Campagne de Syrie-Liban
Le 20 juin, le G.C. III/6 se replie à Alger. Le 24 mai 1941, devant la menace d’une invasion britannique et française libre en Syrie, il renforce l’Armée du Levant. Durant cette rude campagne, qui dure à peine plus d’un mois (du 8 juin au 12 juillet), Le Gloan abat six Hurricane et un Gladiator.
Il compte désormais vingt-et-une victoires, dont dix-huit homologuées.

### Afrique du Nord
De retour à Alger, Le Gloan vole sur le D.520 no 300, en remplacement du nº 277, durement touché en Syrie. Le 9 septembre 1941, il est promu au grade de lieutenant.
Le 8 novembre 1942, a lieu le débarquement allié à Alger. Le brouillard empêche tout décollage aux avions du G.C. III/6. Deux jours plus tard, l’amiral Darlan, commandant en chef des armées, se rallie aux Américains.
Le G.C. III/6 reprend la lutte contre l’Allemagne, équipé de matériel américain. Le nouveau chasseur, qui arrive en mai 1943, est le P-39N Airacobra. Il se signale d’emblée par de continuelles pannes de moteur, ce qui est d’autant plus fâcheux que le G.C. III/6, devenu le Groupe de chasse 3/6 Roussillon, est chargé de dangereuses missions en mer.
Le G.C. 3/6  est basé à Lapasset, à une quarantaine de kilomètres à l’est de Mostaganem. Il est opérationnel le 3 août. Pierre Le Gloan est le chef de la toute nouvelle 3e Escadrille.
Le 11 septembre, il décolle à 7 heures 30 de Lapasset, en compagnie du sergent Colcomb pour assurer la protection d’un convoi allié. Ils font bientôt demi-tour, le moteur Allison de l'appareil de Le Gloan émettant de la fumée. Le moteur stoppe net au-dessus de Mostaganem. Le Gloan a toujours eu à cœur de sauver son appareil, quel qu’en soit l’état. Plutôt que de sauter en parachute, il tente de se poser sur le ventre près d’Ouillis. Il aurait peut-être oublié la présence de son réservoir supplémentaire ; ou son système de largage n’a pas fonctionné. L’Airacobra explose en touchant le sol. Pierre Le Gloan meurt le 11 septembre 1943, à 08h20, date anniversaire de la mort de Guynemer.

## Tactique
Le Gloan n’endommage pas les appareils ennemis[Quoi ?]. Tous ceux qu’il attaque sont abattus. Contre les bombardiers, son attaque favorite consiste à les prendre en cabré par l’arrière après un piqué, attendant pour ouvrir le feu d’être dans l’angle mort de tir de l’ennemi — c’est-à-dire à moins de 100 mètres. C’est ainsi qu’attaquant un peloton de seize Heinkel 111, il est si près que son appareil est recouvert de l’huile de l’Allemand qu’il touche. Le Gloan, aveuglé, est obligé de rentrer.
Il est à la fois tireur hors pair, et pilote d'une grande aisance. Un jour, tandis qu’il attaque un chasseur, un autre le balaie de ses huit mitrailleuses, touche la queue et coupe les commandes de direction. Sous l'impact, l’appareil de Le Gloan effectue un demi-tonneau. Le Gloan prend le temps de réajuster dans son collimateur l’avion poursuivi et de l’abattre, avant de rentrer sans palonnier, avec un appareil sérieusement endommagé, qu'il pose sans casse supplémentaire.

## Victoires homologuées

### Sur Morane-Saulnier MS.406
- Le 23 novembre 1939, un Dornier Do 17 près de Verdun, dans la Meuse.
- Le 2 mars 1940, un Do 17 à 2 kilomètres au sud-est de Bouzonville, dans la Meuse.
- Le 11 mai 1940, un He 111 à Pirey, dans le Doubs.
- Le 14 mai 1940, un He 111 près de Fougerolles, en Haute-Saône.

### Sur Dewoitine D.520
- Le 13 juin 1940, un BR.20 à Agay, dans le Var.
- Le 13 juin 1940, un BR.20 à 15 milles à l’est du Cap Camarat, dans le Var.
- Le 15 juin 1940, un Fiat CR.42 à Beauvallon, dans le Var.
- Le 15 juin 1940, un CR.42 à Ramatuelle, dans le Var.
- Le 15 juin 1940, un CR.42 au château de Saint-Amé (Ramatuelle), dans le Var.
- Le 15 juin 1940, un CR.42 à la ferme du Moulin Rouge, dans le Var.
- Le 15 juin 1940, un BR.20 à la ferme des Thermes, dans le Var.
- Le 8 juin 1941, un Hurricane à Damas, en Syrie.
- Le 9 juin 1941, un Hurricane au large de Saïda, au Liban.
- Le 9 juin 1941, un Hurricane au large de Saïda, au Liban.
- Le 15 juin 1941, un Gladiator à 5 kilomètres à l’est d’Ezraa, en Syrie.
- Le 23 juin 1941, un Hurricane à 2 kilomètres à l’ouest de Rayak, au Liban.
- Le 5 juillet 1941, un Hurricane en Syrie.
- Le 5 juillet 1941, un Hurricane à Deir ez-Zor, en Syrie.

## Distinctions
- Chevalier de la Légion d'honneur,
- Médaille militaire
- Croix de guerre 1939–1945 avec dix palmes et une étoile.